# Crematogaster rugosa
Crematogaster rugosa är en myrart som beskrevs av André 1895. Crematogaster rugosa ingår i släktet Crematogaster och familjen myror.

## Underarter
Arten delas in i följande underarter:
- C. r. nigriventris
- C. r. rugaticeps
- C. r. rugosa